# IC 3621
IC 3621 ist eine kompakte Galaxie vom Hubble-Typ C im Sternbild Coma Berenices am Nordsternhimmel. Sie ist schätzungsweise 947 Millionen Lichtjahre von der Milchstraße entfernt und hat einen Durchmesser von etwa 115.000 Lichtjahren.
Im selben Himmelsareal befinden sich u. a. die Galaxien NGC 4595, IC 3601, IC 3603, IC 3622.
Das Objekt wurde am 7. Mai 1904 vom britischen Astronomen Royal Harwood Frost entdeckt.